# Панионий
Панионий (др.-греч. Πᾰνιώνιον, лат. Panionium — «всеионийский» от παν- — «всякий» + Ἴωνες — «ионийцы») — всеионийское святилище со священной рощей и храмом на северной стороне мыса Микале (ныне хребет Самсун) на западном берегу Малой Азии, недалеко от города Приена, между Эфесом и Милетом, напротив Самоса, посвящённое геликонскому (геликонийскому) Посейдону (Геликонию), где собирались представители 12-ти городов Ионийского союза на панегирический праздник Панионии (Πᾰνιώνια). По Августу Бёку праздник установлен за год до первой Олимпиады. Как упоминает Геродот, ионийцы собирались там не только для празднования, но и всякий раз, когда требовалась встреча всех ионических городов. Точной информации о том, что такое Панионии, не существует, но по преданию первоначально это были панегирис, установленный Нелеем, основателем Милета, около 1050 года до н. э., на которых совершались жертвоприношения.  С праздником были соединены также состязания. Однако Страбон и Диодор Сицилийский сообщают, что жертвоприношения совершались без игр, как на других греческих праздниках. Жрецами согласно Страбону были приенцы и назывались βασιλεῖς — «царями». Благоприятные предзнаменования связывали с мычанием, которое издавал бык, приносимый в жертву. Позже праздничное собрание было перенесено в место вблизи Эфеса.
Кроме великих Панионий упоминаются и малые, например, в Смирне.
К союзу ионийских городов, участвовавших в Паниониях, принадлежали: Милет, Миунт, Приена, Эфес, Колофон, Лебедос, Теос, Клазомены, Фокея, Эрифры, Самос и Хиос, позднее город Смирна, о чем свидетельствуют монеты Смирны 88—84 года до н. э.